# Limbi turcice
Limbile turcice formează ramura de vest a familiei limbilor altaice. Cuprind circa 30 de limbi răspândite pe o arie întinsă, din Europa de est până în Siberia și vestul Chinei. Sunt vorbite ca limbi materne de aproximativ 200 de milioane de persoane, și ca limbi secunde de câteva zeci de milioane de persoane. Principalele limbi turcice actuale sunt: altai, limba altai de nord, azeră, bașkiră, ciulâm, ciuvașă, găgăuză, hacașă, iakută, karaciai-balkară, karakalpacă, kazahă, kârgâză, kumâcă, nogai, șoră, tătară, turcă,  turcă găgăuză balcanică, turkmenă, tuvină, uigură, uigură galbenă și uzbekă. Limbi turcice dispărute sunt avara, proto-bulgara, cumana și pecenega.

## Istoric
Toate limbile turcice, afară de ciuvașă, descind probabil din turca comună, apropiată de paleoturcă. Primele atestări cunoscute de limbă turcică sunt inscripții cu traducere chineză din anii 680–740 pe stele funerare din regiunea Orkhon⁠(d) (Mongolia).

## Caracteristici
Limbile turcice se caracterizează printr-o omogenitate remarcabilă, în special în lexic și în structura gramaticală. Toate prezintă armonie vocalică, topică de tip SOV și absența genului gramatical. Diferențe există mai ales în fonetism, dar majoritatea acestor limbi sunt reciproc inteligibile.

## Clasificare
Pentru o perioadă de timp ce se întinde pe câteva secole, popoarele vorbitoare de limbi turcice au migrat în continuu , fiind astfel influențate de limbile altor popoare , în special de limbile iraniene, slave și Mongolice. Acest factor a afectat fiecare limbă din această familie în mod diferit.

### Transformări
- Rotacism, ex. *toqqız,  "nouă", în ramura Ogur z devine r : astfel, în limba ciuvașă este tăχăr
- *d intervocalic, ex. *hadaq "picior"
- Word-final -G, ex. *tāğ "munte"
- Suffix-final -G, ex. *lIG, în *tāğlığ
- Păstrarea literei de început *h, ex. *hadaq "picior"
  - Din acest motiv Khalaj este percepută ca făcând parte din altă clasă
- Denazalizarea palatalului *ń, ex. *ań  "lună"

| isogloss            | Turca Veche | Turcă   | Uzbecă | Uigură    | Tătară | Kazahă | Kârgâză | Altai | Yugur Vestică⁠(d) | Fu-yü Gïrgïs⁠(d) | Hacașă | Tuvană | Saha/Iakută | Khalaj⁠(d) | Ciuvașă |
| ------------------- | ----------- | ------- | ------ | --------- | ------ | ------ | ------- | ----- | ---------------- | --------------- | ------ | ------ | ----------- | --------- | ------- |
| z/r (nouă - 9)      | toquz       | dokuz   | toqqiz | toqquz    | tuğız  | toğız  | toğuz   | toğus |                  | doğus           | toğıs  | tos    | toğus       | toqquz    | tăχăr   |
| *h- (picior)        | adaq        | ayak    | oyoq   | ayaq      | ayaq   | ayaq   | ayaq    |       | azaq             | azıχ            | azaχ   | adaq   | ataχ        | hadaq     | ura     |
| *VdV (picior)       | adaq        | ayak    | oyoq   | ayaq      | ayaq   | ayaq   | ayaq    |       | azaq             | azıχ            | azaχ   | adaq   | ataχ        | hadaq     | ura     |
| *-g (munte)         | tağ         | dağ*    | toğ    | tağ       | taw    | taw    | tō      | tū    | tağ              | daχ             | tağ    | dağ    | tıa         | tāğ       | tu      |
| suffix *-g (muntos) | tağlığ      | dağlık* | toğlık | tağlıq    | tawlı  | tawlı  | tōlū    | tūlu  |                  |                 |        |        |             |           |         |
| *-ń (a arde)        | köy-        | köy-    | kuy-   | köy-/küy- | köy-   | küy-   | küy-    | küy-  |                  |                 | köy-   |        |             | kie̯n-     |         |

*În dialectul standard al limbii Turce, dialectul din Istanbul, ğ-ul prezent în dağ și dağlı nu se citește precum o consoană, ca în alte limbi turcice, ci ca o scurtă prelungire a vocalei dinaintea acestuia.

### Membrii
Această clasificare este bazată pe schema prezentată de Lars Johanson în 1998 și se divide în șase ramuri:
| Paleoturca | Turca Comună Sud-Vestică (Oguz)        |                                |                                | - Pecenega (dispărută) |
| Paleoturca | Turca Comună Sud-Vestică (Oguz)        | Oguz vestice                   | Oguz vestice                   | - turca veche (otomana) (dispărută), Turca - Găgăuza - Azera - Turca Găgăuz-Balcanică⁠(d)                                                  |
| Paleoturca | Turca Comună Sud-Vestică (Oguz)        | Oguz estice                    | Oguz estice                    | - Turkmena - Khorasani Turkic⁠(d) |
| Paleoturca | Turca Comună Sud-Vestică (Oguz)        | Oguz sudice                    | Oguz sudice                    | - Afșara?⁠(d) - Dialecte Iraniene (Qashqai⁠(d), Sonqori⁠(d), Aynallu, etc.)                                                                  |
| Paleoturca | Turca Comună Nord-Vestică (Kîpceak)    |                                |                                | - Kipchak⁠(d) (dispărută) |
| Paleoturca | Turca Comună Nord-Vestică (Kîpceak)    | Kîpceak vestice                | Kîpceak vestice                | - Kumyk⁠(d) - Karaciai-Balcara - Tătara Crimeeană, Urum⁠(d) - Krâmceak⁠(d) - Cumana (dispărută) - Karaim⁠(d)                                  |
| Paleoturca | Turca Comună Nord-Vestică (Kîpceak)    | Kîpceak nordice (Volga-Urali)  | Kîpceak nordice (Volga-Urali)  | - Tătara Kazan - Mișar - Bașchira - Tătara Vest-Siberiană                                                                                 |
| Paleoturca | Turca Comună Nord-Vestică (Kîpceak)    | Kîpceak sudice (Aralo-Caspice) | Kîpceak sudice (Aralo-Caspice) | - Kazaha - Karakalpak - Kârgâza - Uzbeca Kîpceak - Nogai                                                                                  |
| Paleoturca | Turca Comună Sud-Estică (Uygurică)     | Vest                           | Vest                           | - Uzbeka |
| Paleoturca | Turca Comună Sud-Estică (Uygurică)     | Est                            | Est                            | - Uigură - Taranci - Yugura Vestică⁠(d) (Uygura Galbenă) - Salar⁠(d) - Turca veche (dispărută) - Ciagatai (dispărută) - Aini - Ili Turki⁠(d) |
| Paleoturca | Turca Comună Nord-Estică (Siberiană⁠(d) | Nord-Siberiană                 | Nord-Siberiană                 | - Saha (Iakută) - Dolgană |
| Paleoturca | Turca Comună Nord-Estică (Siberiană⁠(d) | Sud-Siberiană                  | Turca Sayan                    | - Tuvan (Soyot, Uriankhai) - Tofa⁠(d) |
| Paleoturca | Turca Comună Nord-Estică (Siberiană⁠(d) | Sud-Siberiană                  | Turca Yenisei                  | - Hacașa - Fuyü Gïrgïs - Shor⁠(d) (Saghay Qaca, Qizil)                                                                                     |
| Paleoturca | Turca Comună Nord-Estică (Siberiană⁠(d) | Sud-Siberiană                  | Turca Ciulâm                   | - Chulym⁠(d) (Küerik) |
| Paleoturca | Turca Comună Nord-Estică (Siberiană⁠(d) | Sud-Siberiană                  | Turca Altaică                  | - Altaica (Oirot) și dialecte ca Tuba, Qumanda, Qu, Teleut, Telenghit                                                                     |
| Paleoturca | Ogur⁠(d)                                |                                |                                | - Ciuvașa - Khazar (dispărută) - Avara Turcică⁠(d) (dispărută) - Proto-Bulgara (dispărută) - Huna⁠(d) (dispărută)                           |
| Paleoturca | Argu⁠(d)                                |                                |                                | - Khalaj⁠(d) |

## Vocabularul
|                    | înțeles comun     | Turca Veche | Turcă        | Azeră    | Turkmenă  | Tătară    | Kazahă    | Kârgâză | Uzbecă            | Uigură   | Saha/Iakută | Hakașă          | Ciuvașă       |
| ------------------ | ----------------- | ----------- | ------------ | -------- | --------- | --------- | --------- | ------- | ----------------- | -------- | ----------- | --------------- | ------------- |
| -                  | Sunet             | Avaz        | Avaz         | Avaz     | Avaz      | Avaz      | Avaz      | Avaz    | Avaz              | Avaz     | Avaz        |                 | Avaz          |
| -                  | Mamă              | Ana         | Anne, Ana    | Ana      | Ene       | Ana       | Ana       | Ene     | Ona               | Ana      |             | İnä             | Anne          |
| -                  | Fiu               | O'gul       | Oğul         | Oğul     | Oğul      | Ul, uğıl  | Ul        | Uul     | O'gil             | Oghul    | Uol         | Ohyl            | Yvăl, Ul      |
| -                  | Bărbat            | Er(kek)     | Erkek        | Er /Kiși | Erkek     | İr        | Er(kek)   | Erkek   | Erkak             | Er       | Er          |                 | Ar            |
| -                  | Fată              | Kyz         | Kız          | Qız      | Gyz       | Qız       | Qız       | Kız     | Qiz               | Qiz      | Ky:s        | Xys             | Hĕr           |
| -                  | Persoană          | Kiși        | Kiși         |          | Kiși      | Keșe      | Kisi      | Kishi   | Kishi             | Kishi    | Kihi        |                 |               |
| -                  | Mireasă           | Kelin       | Gelin        | Gəlin    | Gelin     | Kilen     | Kelin     | Kelin   | Kelin             | Kelin    | Kylyn       | Xalym           | Kin           |
| -                  | Soacră            |             | Kaynana      | Qaynana  | Gayın ene | Qayın ana | Qayın ene | Kaynene | Qayın ona         | Qeyinana |             |                 | Hun'ama       |
| -                  | Casă              | Uy          | Ev           | Ev       | Öý        | Öy        | Üy        | Üy      | Uy                | Uy       |             |                 | Av*           |
| -                  | Cort              | Otag        | Otağ/Çadır   |          | Otag      |           | Otaw      | Boz Üy  | O'toq/Chodir      | Otaq     | Otu:        |                 |               |
| -                  | Cale              | Yol         | Yol          | Yol      | Yo:l      | Yul       | Jol       | Jol     | Yo'l              | Yol      | Suol        |                 | Śul           |
| -                  | Pod (peste o apă) | Köprüq      | Köprü        | Körpü    | Köpri     | Küper     | Köpir     | Köpürö  | Ko'prik           | Kövrük   | Kürpe       |                 | Kĕper         |
| -                  | Săgeată           | Oq          | Ok           | Ox       | Ok        | Uq        | Oq        | Ok      | O'q               | Oq       | Oχ          | Ux              | Uhă           |
| -                  | Foc               | Ot          | Ateș,Od      | Od,Ataș  | Ot        | Ut        | Ot        | Ot      | O't               | Ot       | Uot         | Ot              | Vut, Vot      |
| -                  | Cenușă            | Kül         | Kül          | Kül      | Kül       | Köl       | Kül       | Kül     | Kul               | Kül      | Kül         | Kül             | Kĕl           |
| -                  | Apă               | Suv         | Su           | Su       | Suw       | Su        | Sw        | Suu     | Suv               | Su       | Ui          | Suh             | Šyv, Šu       |
| -                  | Barcă             | Kemi        | Gemi         | Gəmi     | Gämi      | Köymä     | Keme      | Keme    | Kema              | Keme     |             | Kime            | Kimĕ          |
| -                  | Lac               | Köl         | Göl          | Göl      | Köl       | Kül       | Köl       | Köl     | Ko'l              | Köl      | Küöl        | Köl             | Külĕ          |
| -                  | Soare/Zi          | Küneš       | Gün(eș)      | Gün(əș)  | Gün       | Kön       | Kün       | Kün     | Kun               | Kün      | Kün         | Kün             | Kun           |
| -                  | Nor               | Bulut       | Bulut        | Bulud    | Bulut     | Bolıt     | Bult      | Bulut   | Bulut             | Bulut    | Bylyt       | Pulut           | Pĕlĕt         |
| -                  | Stea              | Yulduz      | Yıldız       | Ulduz    | Ýyldyz    | Yoldız    | Juldız    | Jıldız  | Yulduz            | Yultuz   | Sulus       | Chyltys         | Śăltăr        |
| -                  | Pământ            | Topraq      | Toprak       | Torpaq   | Toprak    | Tufraq    | Topıraq   | Topurak | Tuproq            | Tupraq   | Toburaχ     |                 | Tăpra         |
| -                  | Copac/Lemn        | Yağac       | Ağaç         | Ağac     | Agaç      | Ağaç      | Ağaș      | Jygach  | Yog'och           |          |             | Ahas            | Jyvăś         |
| -                  | Zeu (Tengri)      | Tengri      | Tanrı        | Tanrı    | Taňry     | Täñre     | Täñiri    | Teñir   | Tangri            | Tengri   | Tanara      |                 | Tură, Toră    |
| -                  | Cer, Albastru     | Kök         | Gök          | Göy      | Gök       | Kük       | Kök       | Kök     | Ko'k              | Kök      | Küöq        | Kök             | Kăvak, Koak   |
| Părți ale corpului | Inimă             | Yürek       | Yürek        | Ürək     | Ýürek     | Yöräk     | Jürek     | Jürök   | Yurak             | Yürek    | Süreq       | Šürek           | Čĕre          |
| Părți ale corpului | Sânge             | Qan         | Kan          | Qan      | Ga:n      | Qan       | Qan       | Kan     | Qon               | Qan      | Qa:n        | Xan             | Jun           |
| Părți ale corpului | Cap               | Baš         | Baș          | Baș      | Baș       | Baș       | Bas       | Bash    | Bosh              | Baș      | Bas         | Pas             | Puś           |
| Părți ale corpului | Păr               | Qıl         | Kıl          | Qıl      | Qyl       | Qıl       | Qıl       | Kıl     | Qil               | Qil      | Kıl         | Xyl             |               |
| Părți ale corpului | Ochi              | Köz         | Göz          | Göz      | Göz       | Küz       | Köz       | Köz     | Ko'z              | Köz      | Kos         | Kös             | Kuś           |
| Părți ale corpului | Geană             | Kirpik      | Kirpik       | Kiprik   | Kirpik    | Kerfek    | Kirpik    | Kirpik  | Kiprik            | Kirpik   | Kirbi:      | Kärbäk          | Hărpăk        |
| Părți ale corpului | Ureche            | Qulqaq      | Kulak        | Qulaq    | Gulak     | Qolaq     | Qulaq     | Kulak   | Quloq             | Qulaq    | Gulka:k     | Xulax           | Hălha         |
| Părți ale corpului | Nas               | Burun       | Burun        | Burun    | Burun     | Borın     | Murın     | Murun   | Burun             | Burun    | Murun       | Purun           |               |
| Părți ale corpului | Braț              | Qol         | Kol          | Qol      | Gol       | Qul       | Qol       | Kol     | Qo'l              |          | Qol         | Xol             | Hul, Hol      |
| Părți ale corpului | Mână              | El(ig)      | El           | Əl       | El        |           | Alaqan    | Alakan  |                   |          | Ili:        |                 | Ală           |
| Părți ale corpului | Deget             | Barmak      | Parmak       | Barmaq   | Barmak    | Barmaq    | Barmaq    | Barmak  | Barmoq            | Barmaq   |             |                 | Pürne, Porn'a |
| Părți ale corpului | Unghie            | Tyrnaq      | Tırnak       | Dırnaq   | Dyrnaq    | Tırnaq    | Tırnaq    | Tyrmak  | Tirnoq            | Tirnaq   | Tynyraq     |                 | Čĕrne         |
| Părți ale corpului | Genunchi          | Tiz         | Diz          | Diz      | Dy:z      | Tez       | Tize      | Tize    | Tizza             | Tiz      | Tüsäχ       | Tistenek, Tizek | Čĕrpuśśi      |
| Părți ale corpului | Picior            | Adaq        | Ayak         | Ayaq     | Aýak      | Ayaq      | Ayaq      | Ayak    | Oyoq              | Ayaq     | Ataq        | Azax            | Ura           |
| Părți ale corpului | Burtă             | Qaryn       | Karın        | Qarın    | Garyn     | Qarın     | Qarın     | Karyn   | Qorin             | Qerin    | Qaryn       | Xaryn           | Hyrăm         |
| Animale            | Cal               | At          | At           | At       | At        | At        | At        | At      | Ot                | At       | At          | At              | Ut            |
| Animale            | Bovină            | Siyir       | Sığır        | Inek     | Sygyr     | Sıyır     | Sïır      | Sıyır   | Sigir             | Siyir    |             |                 |               |
| Animale            | Câine             | Yt          | İt/Köpek     | İt       | It        | Et        | Ït        | It      | It/Ko'ppak/Kuchuk | It       | Yt          |                 | Jytă          |
| Animale            | Pește             | Balyq       | Balık        | Balıq    | Balyk     | Balıq     | Balıq     | Balık   | Baliq             | Beliq    | Balyk       | Palyx           | Pulă          |
| Animale            | Păduche           | Bit         | Bit          | Bit      | Bit       | Bet       | Bït       | Bit     | Bit               | Pit      | Byt         |                 | Pyjtă, Put'ă  |
| Adjective          | Lung              | Uzun        | Uzun         | Uzun     | Uzyn      | Ozın      | Uzın      | Uzun    | Uzun              | Uzun     | Uhun        | Uzun            | Vărăm         |
| Adjective          | Nou               | Yany        | Yeni         | Yeni     | Yany      | Yaña      | Jaña      | Jañı    | Yangi             | Yengi    | Sana        |                 | Śĕnĕ          |
| Adjective          | Gras              | Semiz       | Semiz/Șișman | Șișgo    | Semiz     | Simez     | Semiz     | Semiz   | Semiz             | Semiz    | Emis        | Simis           | Samăr         |
| Adjective          | Plin              | Tolu        | Dolu         | Dolu     | Do:ly     | Tulı      | Tolı      | Tolo    | To'la             | Toluq    | Toloru      | Tol-            | Tulli         |
| Adjective          | Alb               | Aq          | Ak           | Ağ       | Ak        | Aq        | Aq        | Ak      | Oq                | Aq       |             | Ax              |               |
| Adjective          | Negru             | Qara        | Kara         | Qara     | Gara      | Qara      | Qara      | Kara    | Qora              | Qara     | Xara        | Xara            | Hura          |
| Adjective          | Roșu              | Qyzyl       | Kızıl        | Qızıl    | Gyzyl     | Qızıl     | Qızıl     | Kızıl   | Qizil             | Qizil    | Kyhyl       | Xyzyl           | Hĕrlĕ         |
| Numere             | 1                 | Bir         | Bir          | Bir      | Bir       | Ber       | Bir       | Bir     | Bir               | Bir      | Bi:r        | Pir             | Pĕrre         |
| Numere             | 2                 | Eki         | İki          | İki      | Iki       | İke       | Eki       | Eki     | Ikki              | Ikki     | Ikki        | Eke             | Ikkĕ          |
| Numere             | 3                 |             | Üç           | Üç       | Üç        | Öç        | Üș        |         |                   |          |             |                 |               |
| Numere             | 4                 | Tört        | Dört         | Dörd     | Dö:rt     | Dürt      | Tört      | Tört    | To'rt             | Tört     | Tüört       | Tört            | Tăvattă       |
| Numere             | 5                 |             | Beș          | Beș      | bäș/bääș  | Biș       | Bes       | Besh    | Besh              |          |             | Pis             |               |
| Numere             | 7                 | Yeti        | Yedi         | Yeddi    | Yedi      | Cide      | Jeti      | Jeti    | Yetti             | Yetti    | Sette       | Chittä          | Śiččĕ         |
| Numere             | 9                 | Toquz       | Dokuz        | Doqquz   | Dokuz     | Tuğız     | Toğız     | Toğuz   | Toqqiz            | Toqquz   | Toğus       | Toğıs           | Tăχăr         |
| Numere             | 10                | On          | On           | On       | O:n       | Un        | On        | On      | O'n               | On       | Uon         | On              | Vunnă, Vonnă  |
| Numere             | 100               | Yüz         | Yüz          | Yüz      | Yüz       | Yöz       | Jüz       | Jüz     | Yuz               | Yüz      | Sü:s        | Chüs            | Śĕr           |
|                    |                   | Turca Veche | Turcă        | Azeră    | Turkmenă  | Tătară    | Kazahă    | Kârgâză | Uzbecă            | Uigură   | Saha/Iakută | Hakașă          | Ciuvașă       |

| Pronumele Personale | Pronumele Personale | Pronumele Personale     | Pronumele Personale       | Pronumele Personale                    | Pronumele Personale | Pronumele Personale | Pronumele Personale | Pronumele Personale | Pronumele Personale | Pronumele Personale |
| Turcă               | Azeră               | Turkmenă                | Uzbekă                    | Uygura Nouă                            | Bașkiră             | Tătară              | Kazahă              | Kârgâză             | Yakută              | Ciuvașă             |
| ------------------- | ------------------- | ----------------------- | ------------------------- | -------------------------------------- | ------------------- | ------------------- | ------------------- | ------------------- | ------------------- | ------------------- |
| ben                 | mən                 | men                     | men                       | men                                    | min                 | min                 | men                 | men                 | min                 | epĕ / ep            |
| bana                | mənə                | maňa                    | menga                     | manga                                  | miñä                | miña                | mağan               | maga                | miexe / miexeğe     | mana                |
| beni                | məni                | meni                    | meni                      | méni                                   | mine                | mine                | meni                | meni                | miigin              | mana                |
| bende               | məndə               | mende                   | menda                     | mende / méningde                       | mindä               | mindä               | mende               | mende               | -                   | manra               |
| benden              | məndən              | menden                  | mendan                    | mendin / méningdin                     | mindän              | minnän              | menen               | menden              | miigitten           | manran              |
| benim               | mənim               | meniň                   | mening                    | méning                                 | mineñ               | minem               | meniñ               | menin               | miene               | man / manăn         |
| benimle             | mənimlə             | men bilen / meniň bilen | men bilan / mening bilan  | men bilen / méning bilen               | mineñ menän         | minem belän         | menimen             | men menen           | miiginen            | manpa               |
| Turcă               | Azeră               | Turkmenă                | Uzbekă                    | Uygura Nouă                            | Bașkiră             | Tătară              | Kazahă              | Kârgâză             | Yakută              | Ciuvașă             |
| sen                 | sən                 | sen                     | sen                       | sen                                    | hin                 | sin                 | sen                 | sen                 | en                  | esĕ / es            |
| sana                | sənə                | saňa                    | senga                     | sanga                                  | hiñä                | siña                | sağan               | saga                | eyiexe / eyiexeğe   | sana                |
| seni                | səni                | seni                    | seni                      | séni                                   | hine                | sine                | seni                | seni                | eyigin              | sana                |
| sende               | səndə               | sende                   | senda                     | sende / séningde                       | hindä               | sindä               | sende               | sende               | -                   | sanra               |
| senden              | səndən              | senden                  | sendan                    | sendin / séningdin                     | hindän              | sinnän              | senen               | senden              | eyigitten           | sanran              |
| senin               | sənin               | seniň                   | sening                    | séning                                 | hineñ               | sineñ               | seniñ               | senin               | eyiene              | san / sanăn         |
| seninle             | səninlə             | sen bilen / seniň bilen | sen bilan / sening bilan  | sen bilen / séning bilen               | hineñ menän         | sineñ belän         | senimen             | sen menen           | eyiginen            | sanpa               |
| Turcă               | Azeră               | Turkmenă                | Uzbekă                    | Uygura Nouă                            | Bașkiră             | Tătară              | Kazahă              | Kârgâză             | Yakută              | Ciuvașă             |
| siz                 | siz                 | siz                     | siz                       | siz / sili                             | heź                 | sez                 | siz                 | siz                 | en                  | esir / esĕr         |
| size                | sizə                | size                    | sizga                     | sizge / silige                         | heźgä               | sezgä               | sizge               | sizge               | eyiexe / eyiexeğe   | sire                |
| sizi                | sizi                | sizi                    | sizni                     | sizni / silini                         | heźźe               | sezne               | sizdi               | sizdi               | eyigin              | sire                |
| sizde               | sizdə               | sizde                   | sizda                     | sizde / silide                         | heźźä               | sezdä               | sizde               | sizde               | -                   | sirĕnte             |
| sizden              | sizdən              | sizden                  | sizdan                    | sizdin / silidin                       | heźźän              | sezdän              | sizden              | sizden              | eyigitten           | sirĕnten            |
| sizin               | sizin               | siziň                   | sizning                   | sizning / silining                     | heźźeñ              | sezneñ              | sizdiñ              | sizdin              | eyiene              | sirĕn               |
| sizinle             | sizinlə             | siz bilen / siziň bilen | siz bilan / sizning bilan | siz bilen / sizning bilen / sili bilen | heźźeñ menän        | sezneñ belän        | sizben              | siz menen           | eyiginen            | sirĕnpe             |
| Turcă               | Azeră               | Turkmenă                | Uzbekă                    | Uygura Nouă                            | Bașkiră             | Tătară              | Kazahă              | Kârgâză             | Yakută              | Ciuvașă             |
| o                   | o                   | ol                      | u                         | u                                      | ul                  | ul                  | ol                  | al                  | kini                | văl / ul            |
| ona                 | ona                 | oňa                     | unga                      | uningha                                | uğa                 | aña                 | oğan                | aga                 | kiniexe             | ăna                 |
| onu                 | onu                 | onu                     | uni                       | uni                                    | unı                 | anı                 | onı                 | anı                 | kinini              | ăna                 |
| onda                | onda                | onda                    | unda                      | unda / uningda / anda                  | unda                | anda                | onda                | anda                | -                   | unra / unta         |
| ondan               | ondan               | ondan                   | undan                     | undin / uningdin / andin               | undan               | annan               | onan                | andan               | kinitten            | unran / untan       |
| onun                | onun                | onuň                    | uning                     | uning                                  | unıñ                | anıñ                | onıñ                | anın                | kiene               | un / unăn           |
| onunla              | onunla              | o bilen / onuň bilen    | u bilan / uning bilan     | u bilen / uning bilen                  | unıñ menän          | anıñ belän          | onımen              | al menen            | kininen             | unpa                |
| Turcă               | Azeră               | Turkmenă                | Uzbekă                    | Uygura Nouă                            | Bașkiră             | Tătară              | Kazahă              | Kârgâză             | Yakută              | Ciuvașă             |
| biz                 | biz                 | biz                     | biz                       | biz                                    | beź                 | bez                 | biz                 | biz                 | bihigi              | epir / epĕr         |
| bize                | bizə                | bize                    | bizga                     | bizge                                  | beźgä               | bezgä               | bizge               | bizge               | bihiexe / bihiexeğe | pire                |
| bizi                | bizi                | bizi                    | bizni                     | bizni                                  | beźźe               | bezne               | bizdi               | bizdi               | bihigini            | pire                |
| bizde               | bizdə               | bizde                   | bizda                     | bizde                                  | beźźä               | bezdä               | bizde               | bizde               | -                   | pirĕnte / pirte     |
| bizden              | bizdən              | bizden                  | bizdan                    | bizdin                                 | beźźän              | bezdän              | bizden              | bizden              | bihigitten          | pirĕnten / pirten   |
| bizim               | bizim               | biziň                   | bizning                   | bizning                                | beźźeñ              | bezneñ              | bizdiñ              | bizdin              | bihiene             | pirĕn               |
| bizimle             | bizimlə             | biz bilen / biziň bilen | biz bilan / bizning bilan | biz bilen / bizning bilen              | beźźeñ menän        | bezneñ belän        | bizben              | biz menen           | bihiginen           | pirĕnpe             |
| Turcă               | Azeră               | Turkmenă                | Uzbekă                    | Uygura Nouă                            | Bașkiră             | Tătară              | Kazahă              | Kârgâză             | Yakută              | Ciuvașă             |
| siz                 | siz                 | siz                     | senlar                    | siler / sénler                         | heź                 | sez                 | sender              | siler               | ehigi               | esir / esĕr         |
| size                | sizə                | size                    | senlarga                  | silerge / sénlerge                     | heźgä               | sezgä               | senderge            | silerge             | ehiexe / ehiexeğe   | sire                |
| sizi                | sizi                | sizi                    | senlarni                  | silerni / sénlerni                     | heźźe               | sezne               | senderdi            | silerdi             | ehigini             | sire                |
| sizde               | sizdə               | sizde                   | senlarda                  | silerde / sénlerde                     | heźźä               | sezdä               | senderde            | silerde             | -                   | sirĕnte             |
| sizden              | sizdən              | sizden                  | senlardan                 | silerdin / sénlerdin                   | heźźän              | sezdän              | senderden           | silerden            | ehigitten           | sirĕnten            |
| sizin               | sizin               | siziň                   | senlarning                | silerning / sénlerning                 | heźźeñ              | sezneñ              | senderdiñ           | silerdin            | ehiene              | sirĕn               |
| sizinle             | sizinlə             | siz bilen / siziň bilen | senlar bilan              | siler bilen / sénler bilen             | heźźeñ menän        | sezneñ belän        | sendermen           | siler menen         | ehiginen            | sirĕnpe             |
| Turcă               | Azeră               | Turkmenă                | Uzbekă                    | Uygura Nouă                            | Bașkiră             | Tătară              | Kazahă              | Kârgâză             | Yakută              | Ciuvașă             |
| onlar               | onlar               | olar                    | ular                      | ular                                   | ular                | alar / ular         | olar                | alar                | kiniler             | vĕsem / vălsem      |
| onlara              | onlara              | olara                   | ularga                    | ulargha                                | ularğa              | alarğa              | olarğa              | alarga              | kinilerge           | vĕsene              |
| onları              | onları              | olary                   | ularni                    | ularni                                 | ularźı              | alarnı              | olardı              | alardı              | kinileri            | vĕsene              |
| onlarda             | onlarda             | olarda                  | ularda                    | ularda                                 | ularźa              | alarda              | olarda              | alarda              | -                   | vĕsenche            |
| onlardan            | onlardan            | olardan                 | ulardan                   | ulardin                                | ularźan             | alardan             | olardan             | alardan             | kinilerten          | vĕsenchen           |
| onların             | onların             | olaryň                  | ularning                  | ularning                               | ularźın             | alarnıñ             | olardıñ             | alardın             | kiennere            | vĕsen / vĕsenĕn     |
| onlarla             | onlarla             | olar bilen              | ular bilan                | ular bilen                             | ular menän          | alar belän          | olarmen             | alar menen          | kinilerinen         | vĕsempe             |